# دونالد کلاین
دونالد لی کلاین (انگلیسی: Donald Lee Cline؛ زادهٔ ۱۰ دسامبر ۱۹۳۸) پزشک سابق جراحی زنان و زایمان، کهنه‌سرباز نیروی هوایی آمریکا، و تبهکار اهل ایالات متحده آمریکا است. باور بر این است که کلاین بین سال‌های ۱۹۷۴ و ۱۹۸۷، بدون این که خود را به‌عنوان اهداکنندهٔ اسپرم به بیماران خود معرفی کند، آبستن جنین‌های متعددی بوده‌است. در سال ۲۰۱۷، او به شش فقره ممانعت از اجرای عدالت مرتبط با تحقیقات پیرامون تقلب در باروری محکوم شد. تا ۱۱ مهٔ ۲۰۲۲ کلاین به‌عنوان پدر بیولوژیک ۹۴ فرزند، که به‌واسطهٔ بارداری مصنوعی متولد شده‌اند، تأیید شده‌است.